# Esteve Massagué Martí
Esteve Massagué Martí (Castellvell del Camp, segle xix - Barcelona, 1982) va ser un periodista i polític català.
Agent comercial de professió, residí a Reus des de molt jove, on s'integrà al Foment Nacionalista Republicà i en va ser un dels seus membres més actius. Va presidir la Joventut Nacionalista Republicana, la branca juvenil del partit, que el 1917 va organitzar a Reus una Lliga Antigermanòfila, presidida per ell. Amic de Salvador Torrell, va ser membre de l'Agrupació Horaci, que potenciava l'ensenyament de la llengua catalana i era al mateix temps una tertúlia d'intel·lectuals d'idees progressistes, on hi figuraven destacats socialistes, com Josep Recasens. Massagué actuà en totes les campanyes electorals on els republicans nacionalistes es van presentar, i va fer mítings a tota la comarca defensant les idees republicanes. Des d'inicis dels anys 20 va ser organitzador i defensor dels homenatges a Rafael de Casanova cada any per l'11 de setembre. Des del 1911 va col·laborar activament a Foment, el portaveu del partit, i el 1921 va publicar articles d'ideologia nacionalista al setmanari satíric Paricu, on també hi participaven Salvador Torrell i Eladi Bergadà. El 1927 va ser un dels organitzadora a Reus del partit Estat Català, i era del sector més independentista del Foment Nacionalista. El 14 d'abril de 1936, quan Evarist Fàbregas va prendre possessió de l'ajuntament en nom de la Junta Revolucionària formada pels nous regidors electes, va crear una milícia auxiliar, la Guàrdia Cívica Republicana, per tal de mantenir l'ordre davant de possibles reaccions de la dreta. Esteve Massagué va ser nomenat cap d'aquesta Guàrdia Cívica. Formà part també del comitè Antifeixista de Reus i s'exilià el 1939. Quan tornà a Catalunya, va anar a viure a Barcelona.